# Westville, Nova Scotia
Westville är en ort i Kanada.   Den ligger i provinsen Nova Scotia, i den östra delen av landet, 1 000 km öster om huvudstaden Ottawa. Westville ligger 72 meter över havet och antalet invånare är 3 798.
Terrängen runt Westville är platt, och sluttar norrut.Närmaste större samhälle är New Glasgow, 5,5 km öster om Westville. 
I omgivningarna runt Westville växer i huvudsak blandskog. Runt Westville är det tätbefolkat, med 343 invånare per kvadratkilometer.